# Staatliches Simon-Dschanaschia-Museum Georgien

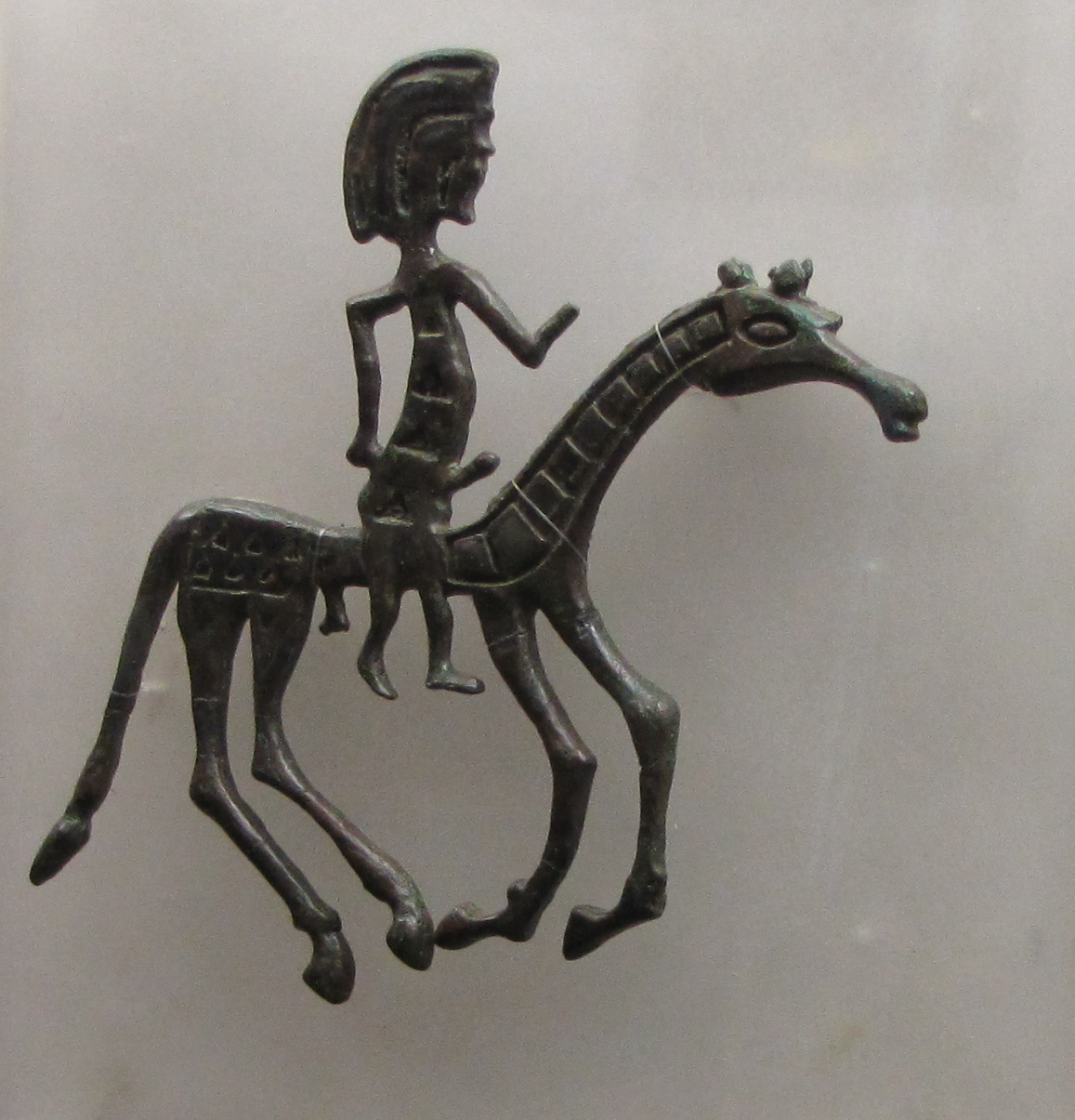
Treli-Reiter (bronzene Gürtelschnalle mit Verzierungen)

Das Staatliche Simon-Dschanaschia-Museum Georgien (georgisch: სიმონ ჯანაშიას სახელობის საქართველოს მუზეუმი / Simon J̌anašias Saxelobis Sak’art’velos Muzeumi), früher bekannt als das Georgische Staatliche Museum für Geschichte, ist eines der wichtigsten Geschichtsmuseen in Tiflis, Georgien, das die wichtigsten archäologischen Funde des Landes ausstellt.

## Geschichte

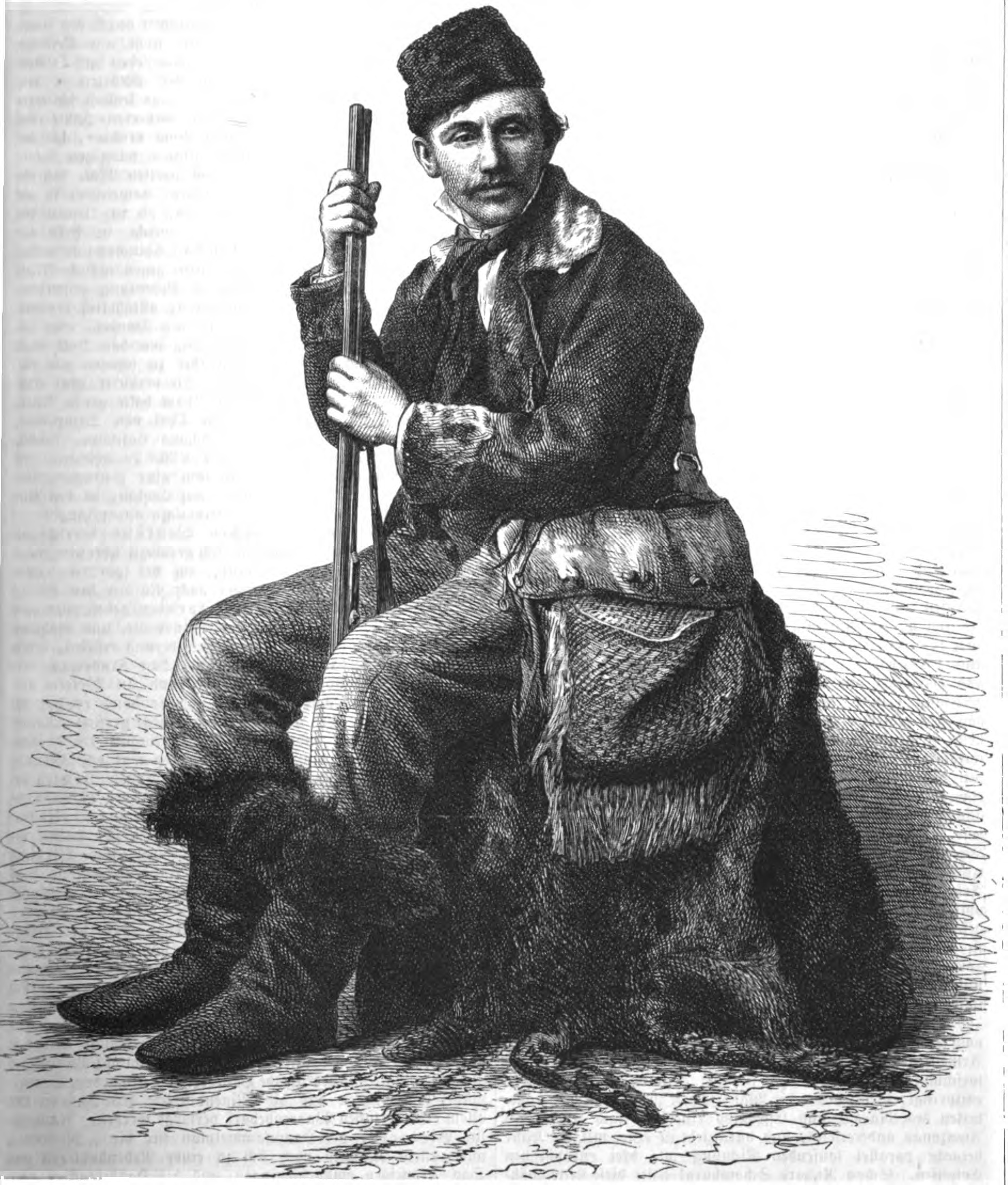
Gustav Radde (1864)

Das Museum am Rustaweli-Boulevard ist aus dem Museum der Kaukasischen Abteilung der Kaiserlich Russischen Geographischen Gesellschaft hervorgegangen, das am 10. Mai 1852 gegründet und 1865 auf Initiative des deutschen Forschungsreisenden Gustav Radde (1831–1903) in das Kaukasische Museum umgewandelt wurde. Nachdem Georgien seine Unabhängigkeit von Russland wiedererlangt hatte (1918), wurde das Museum 1919 in „Georgisches Museum“ umbenannt. Noe Kipiani war der erste Direktor des Museums. Ein großer Teil der Sammlung wurde nach der bolschewistischen Machtergreifung 1921 von der georgischen Regierung nach Europa evakuiert und gelangte 1945 durch die Bemühungen des georgischen Emigranten Ekwtime Taqaischwili zurück nach Sowjetgeorgien. Im Jahr 1947 wurde das Museum nach dem georgischen Historiker Simon Dschanaschia (1900–1947) benannt. Das Museum hat in den Jahren des postsowjetischen Umbruchs in Georgien in den frühen 1990er Jahren erheblich gelitten. Es wurde zuerst bei den Kämpfen während des Militärputsches 1991–1992 beschädigt und dann wurde ein Teil der Sammlung durch einen Brand zerstört. Im Jahr 2004 wurde das Dschanaschia-Museum mit anderen großen georgischen Museen in das neu entstandene Nationalmuseum von Georgien integriert.

## Gebäude
Das Museum befindet sich in chronologisch und stilistisch unterschiedlichen Gebäuden im Zentrum von Tiflis, wobei sich die Hauptausstellung am Rustaweli-Boulevard befindet. Das letztgenannte Gebäude wurde 1910 von dem Architekten Nikolai Sewerow anstelle eines älteren Gebäudes von Albert Salzmann (1833–1897) entworfen und verwendete die Elemente der georgischen mittelalterlichen Dekoration.

## Sammlungen
Das Museum beherbergt Hunderttausende von archäologischen und ethnographischen Artefakten aus Georgien und dem Kaukasus. Eine Dauerausstellung zeichnet chronologisch die Entwicklung der materiellen Kultur Georgiens von der Bronzezeit bis ins frühe 20. Jahrhundert nach. Zu den wertvollsten Exponaten des Museums gehören die in Dmanissi entdeckten Fossilien des Homo ergaster, der Schatz von Achalgori aus dem 5. Jahrhundert v. Chr., der einzigartige Beispiele für Schmuckstücke enthält, die achämenidische und lokale Inspirationen mischen, sowie eine Sammlung von ungefähr 80.000 Münzen, hauptsächlich aus georgischen Münzstätten; mittelalterliche Ikonen und Schmuck aus verschiedenen archäologischen Stätten in Georgien; das Schuchuti-Mosaik, ein Badmosaik aus dem Dorf Schuchuti, das aus dem 4. und 5. Jahrhundert stammt; und ein Lapidarium, das eine der reichsten Sammlungen urartäischer Inschriften in der Welt enthält.
From the Land of the Golden Fleece: Tomb Treasures of Ancient Georgia (Aus dem Land des Goldenen Vlieses: Grabschätze aus dem alten Georgien) war eine Ausstellungstour, die vom Institute for the Study of the Ancient World, New York, und dem Georgischen Nationalmuseum, Tiflis, organisiert wurde.